# トリコモナス
トリコモナス (Trichomonas) は、メタモナス類トリコモナス綱トリコモナス目トリコモナス科に属する1属である。
単細胞・嫌気性の寄生生物。ヒトを含む脊椎動物に、トリコモナス症を引き起こす。